# Salcedo (Sámar Oriental)
Salcedo es un municipio filipino de quinta clase, perteneciente a la provincia de Sámar Oriental, en las Bisayas Orientales.

## Historia
El pueblo se fundó en 1862 a partir de una visita del de Guiuan. El lugar, por entonces perteneciente a la provincia de Sámar, tenía contabilizada una población de 3400 habitantes. Aparece descrito en el Estado geográfico, topográfico, estadístico, histórico-religioso, de la santa y apostólica provincia de S. Gregorio Magno (1865) de Félix de Huerta con las siguientes palabras:

SALCEDO. De una visita del pueblo de Guiguan titulada Sudao, se formó este por decreto del Superior Gobierno del 5 de Diciembre de 1862, quien le dió el nombre que lleva. Se halla enclavado á los 10° 58' 40" de latitud, en terreno llano, sobre la costa E. de la isla, confinando por N. con el pueblo de Hernani, á unas cinco leguas, por el S. con el de Guiguan, á dos leguas y por O. con los moontes que vienen descendiendo del N. á formar la punta de Guiguan. Su clima es cálido, pero ventilado de los N. y E., surtiéndose de aguas de buena calidad. Tiene Iglesia de piedra fabricada por Fr. Pedro Monasterio, bajo la advocacion de S. Isidro Labrador, así como la casa parroquial. Hay una escuela de primeras letras dotada por las cajas de Comunidad, y tanto el local de dicha escuela como las demás casas del pueblo son de caña y nipa. Es su cura Párroco el R. P. Fr. José Fernandez, Predicador, de 25 años de edad.
(Huerta, 1865, pp. 321-322)

En 2020, tenía censados 22 136 habitantes.